# Fercé
Fercé (bretonsko Ferreg) je naselje in občina v francoskem departmaju Loire-Atlantique regije Loire. Leta 2013 je naselje imelo 500 prebivalcev.

## Geografija
Kraj leži v pokrajini Bretaniji 80 km severno od Nantesa.

## Uprava
Občina Fercé skupaj s sosednjimi občinami La Chapelle-Glain, Châteaubriant, Erbray, Grand-Auverné, Issé, Juigné-des-Moutiers, Louisfert, La Meilleraye-de-Bretagne, Moisdon-la-Rivière, Noyal-sur-Brutz, Petit-Auverné, Rougé, Ruffigné, Saint-Aubin-des-Châteaux, Saint-Julien-de-Vouvantes, Soudan, Soulvache  in Villepot sestavlja kanton Châteaubriant; slednji se nahaja v okrožju Châteaubriant.

## Zanimivosti
- cerkev sv. Martina iz 18. in 19. stoletja,
- spomenik padlim v prvi svetovni vojni.